# Insara phthisica
Insara phthisica är en insektsart som först beskrevs av Henri Saussure och Francois Jules Pictet de la Rive 1897.  Insara phthisica ingår i släktet Insara och familjen vårtbitare. Inga underarter finns listade i Catalogue of Life.